# Eugene Paul Wigner
Eugene Paul Wigner (hongarès: Wigner Jenő Pál)  (Budapest, 17 de novembre de 1902 - Princeton, 1 de gener de 1995) fou un físic i matemàtic nord-americà, d'origen hongarès, guardonat amb el Premi Nobel de Física l'any 1963 pels seus estudis sobre el nucli atòmic i les partícules elementals.
Durant el Projecte Manhattan, Wigner va dirigir un equip que incloïa J. Ernest Wilkins Jr., Alvin M. Weinberg, Katharine Way, Gale Young i Edward Creutz. La tasca del grup era dissenyar els reactors nuclears de producció que convertirien l'urani en plutoni de qualitat per a armes. Aleshores, els reactors només existien en paper, i cap reactor encara havia estat crític. El juliol de 1942, Wigner va triar un disseny conservador de 100 MW, amb un moderador de neutrons de grafit i refrigeració per aigua. Wigner va estar present en una pista de raquetes reconvertida sota les grades del camp abandonat de Stagg de la Universitat de Chicago el 2 de desembre de 1942, quan el primer reactor atòmic del món, el Chicago Pile One (CP-1) va aconseguir una reacció nuclear en cadena controlada.
Sentint-se inadequat per a un paper directiu en aquest entorn, va abandonar Oak Ridge el 1947 i va tornar a la Universitat de Princeton, encara que va mantenir un paper de consultor a la instal·lació durant molts anys. En el període de postguerra, va servir en diversos organismes governamentals, inclòs el Institut Nacional d'Estàndards i Tecnologia de 1947 a 1951, el panel de matemàtiques del National Research Council de 1951 a 1954, el panel de física de la National Science Foundation i l'influent Comitè Assessor General de la Comissió d'Energia Atòmica de 1952 a 1957 i de nou de 1959 a 1964. També va contribuir a la defensa civil.

## Biografia
Va néixer el 17 de novembre de 1902 a la ciutat de Budapest, en aquells moments situada en l'Imperi Austrohongarès i avui dia capital d'Hongria, en una família de classe mitjana d'arrels jueves. A onze anys, fou enviat a un sanatori de les muntanyes d'Àustria per a guarir-se de tuberculosi, i fou en aquell moment quan s'inicià el seu interès per les matemàtiques. Després d'estudiar al Fasori Evangélikus Gimnázium de Budapest dirigit pel mestre i matemàtic Lászlo Rátz qui el va entusiasmar per les matemàtiques, la seva família es convertí al luteranisme, la qual cosa li permeté iniciar l'any 1921 els estudis en enginyeria química a l'escola superior tècnica (Technische Hochschule) de Berlín. Participà en uns quants col·loquis organitzats per la Societat Física Alemanya, que tingueren com a conferenciants il·lustres noms com Max Planck, Max von Laue, Rudolf Ladenburg, Werner Heisenberg, Walther Nernst, Wolfgang Pauli i Albert Einstein, i en la qual conegué el seu company d'investigacions Leó Szilárd.
Va dedicar els últims anys de la seva vida a la filosofia hinduista. Morí l'1 de gener de 1995 a la ciutat nord-americana de Princeton, a l'estat de Nova Jersey.

## Recerca científica

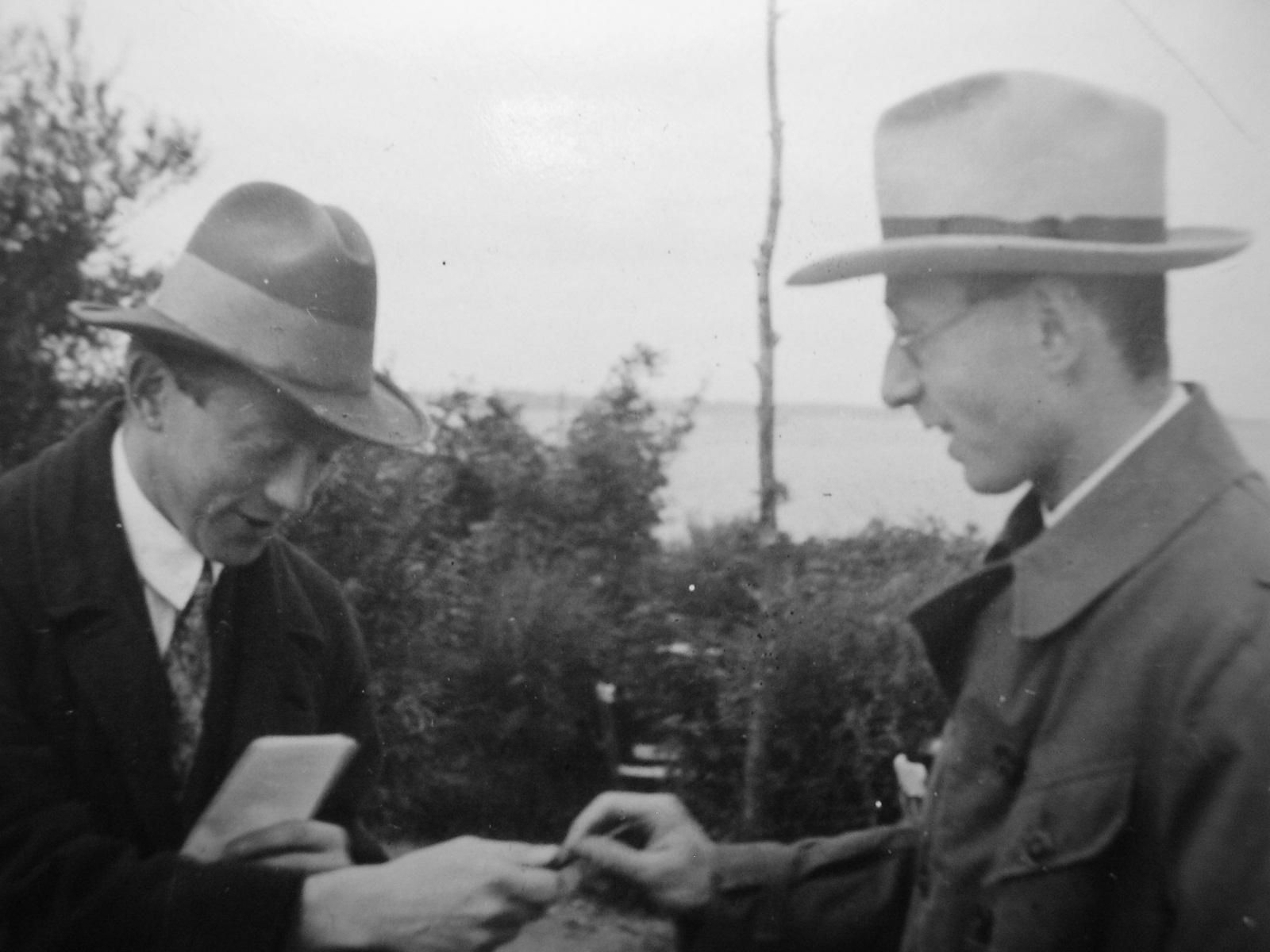
Werner Heisenberg i Eugene Wigner (1928)

Interessat en el camp de la mecànica quàntica, esdevé ajudant de David Hilbert a la Universitat de Göttingen. Durant aquesta estada, va desenvolupar la seva teoria sobre la simetria, i el 1927 formulà la matriu Wigner D.
A principi de la dècada del 1930, es traslladà als Estats Units fugint del règim nazi, entrà a treballar a la Universitat de Princeton i s'hi casa amb la germana del físic anglès Paul Dirac. En aquells moments, inicià els seus treballs al voltant del nucli atòmic, i desenvolupà una teoria general sobre les reaccions nuclears, anomenada teorema de Wigner-Eckart.
El 8 de maig de 1937 obté la nacionalitat estatunidenca, i el 1939 fou convidat a participar en el projecte Manhattan, si bé ell sempre hi participà mogut per un sentiment pacifista i per l'ús civil dels resultats obtinguts. Posteriorment, participà en el projecte defensiu i de seguretat exterior del govern dels Estats Units i esdevingué l'any 1946 director de recerca i desenvolupament de l'Oak Ridge National Laboratory, a l'estat de Tennessee.
El 1963, fou guardonat amb el Premi Nobel de Física, tot i que per treballs diferents juntament amb Maria Göppert-Mayer i Johannes Hans Jensen «per les seves contribucions en la teoria del nucli atòmic i de les partícules elementals, especialment a través del descobriment dels principis fonamentals de la simetria».
Després d'això, es va tornar més filosòfic i va publicar La desraonada eficàcia de la Matemàtica en les Ciències Naturals, la seua obra més coneguda fora de les matemàtiques i la física tècniques.

## Projecte Manhattan

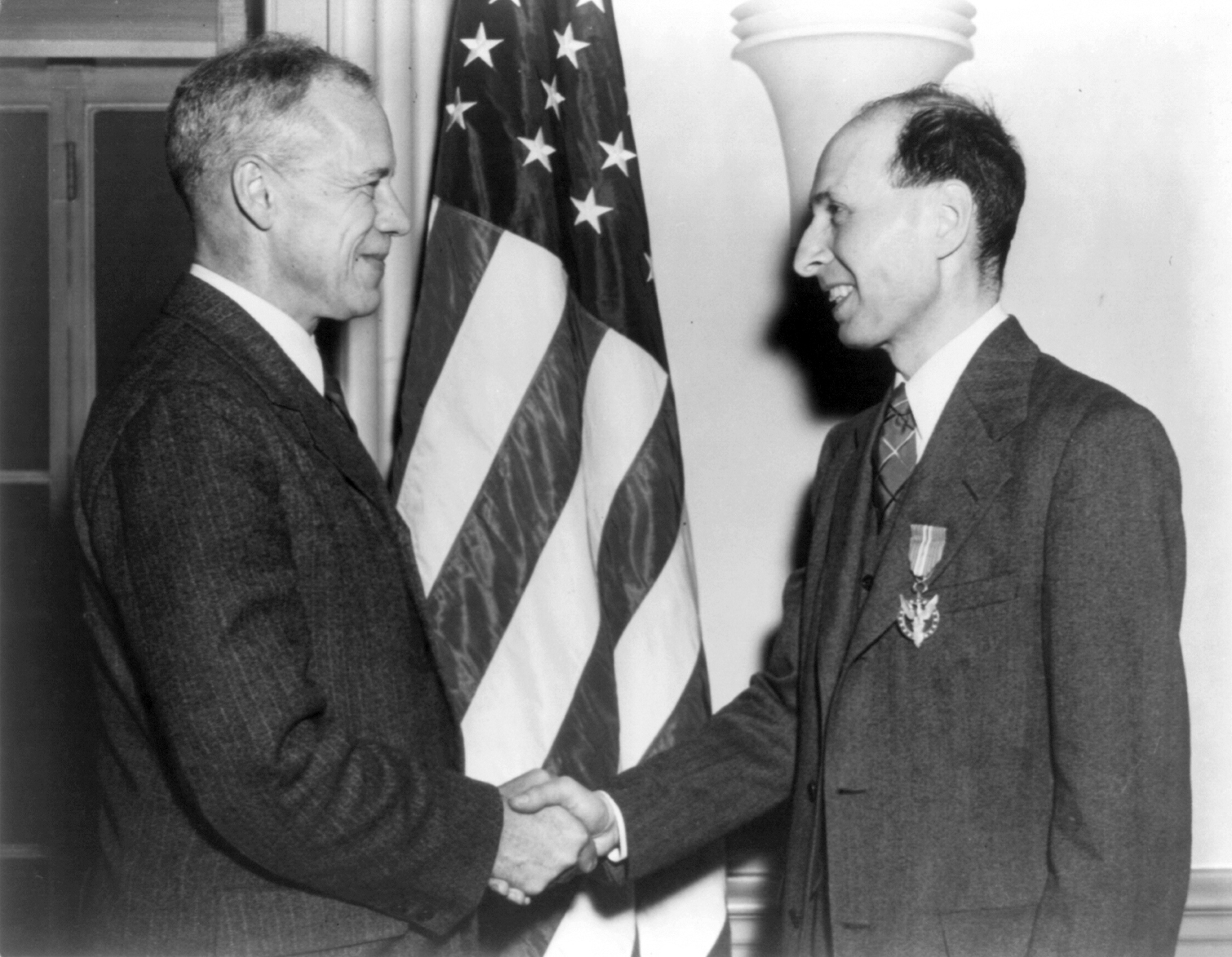
Wigner rebent la Medalla al Mèrit pel seu treball en el Projecte Manhattan de Robert P. Patterson (esquerra), 5 de març de 1946

Tot i que era un aficionat polític confés, el 2 d'agost de 1939 va participar en una reunió amb Leó Szilárd i Albert Einstein que va donar lloc a la carta Einstein–Szilárd, que va impulsar el president Franklin D. Roosevelt a iniciar el Projecte Manhattan per desenvolupar bombes atòmiques. Wigner tenia por que el projecte d'armes nuclears d'Alemanya desenvolupés primer una bomba atòmica, i fins i tot es va negar que li prenguessin les empremtes dactilars perquè podrien ser usades per a localitzar-lo si Alemanya guanyava. «El pensament de ser assassinat», va recordar més tard, «centra la teva ment meravellosament».
El 4 de juny de 1941, Wigner es va casar per segona vegada, amb Mary Annette Wheeler, professora de física al Vassar College, que havia completat el seu doctorat a la Universitat Yale el 1932. Després de la guerra, va ensenyar física a la facultat del Douglass College de la Universitat Rutgers a Nova Jersey fins a la seva jubilació el 1964. Van romandre casats fins a la seva mort el novembre de 1977. Van tenir dos fills, David Wigner i Martha Wigner Upton.
Durant el Projecte Manhattan, Wigner va dirigir un equip que incloïa J. Ernest Wilkins Jr., Alvin M. Weinberg, Katharine Way, Gale Young i Edward Creutz. La tasca del grup era dissenyar els reactors nuclears de producció que convertirien l'urani en plutoni de qualitat per a armes. Aleshores, els reactors només existien en paper, i cap reactor encara havia arribat a l'estat crític. El juliol de 1942, Wigner va triar un disseny conservador de 100 MW, amb un moderador de neutrons de grafit i refrigeració per aigua. Wigner va estar present en una pista de raquetes reconvertida sota les grades del camp abandonat de Stagg de la Universitat de Chicago el 2 de desembre de 1942, quan el primer reactor atòmic del món, el Chicago Pile One (CP-1) va aconseguir una reacció nuclear en cadena controlada.

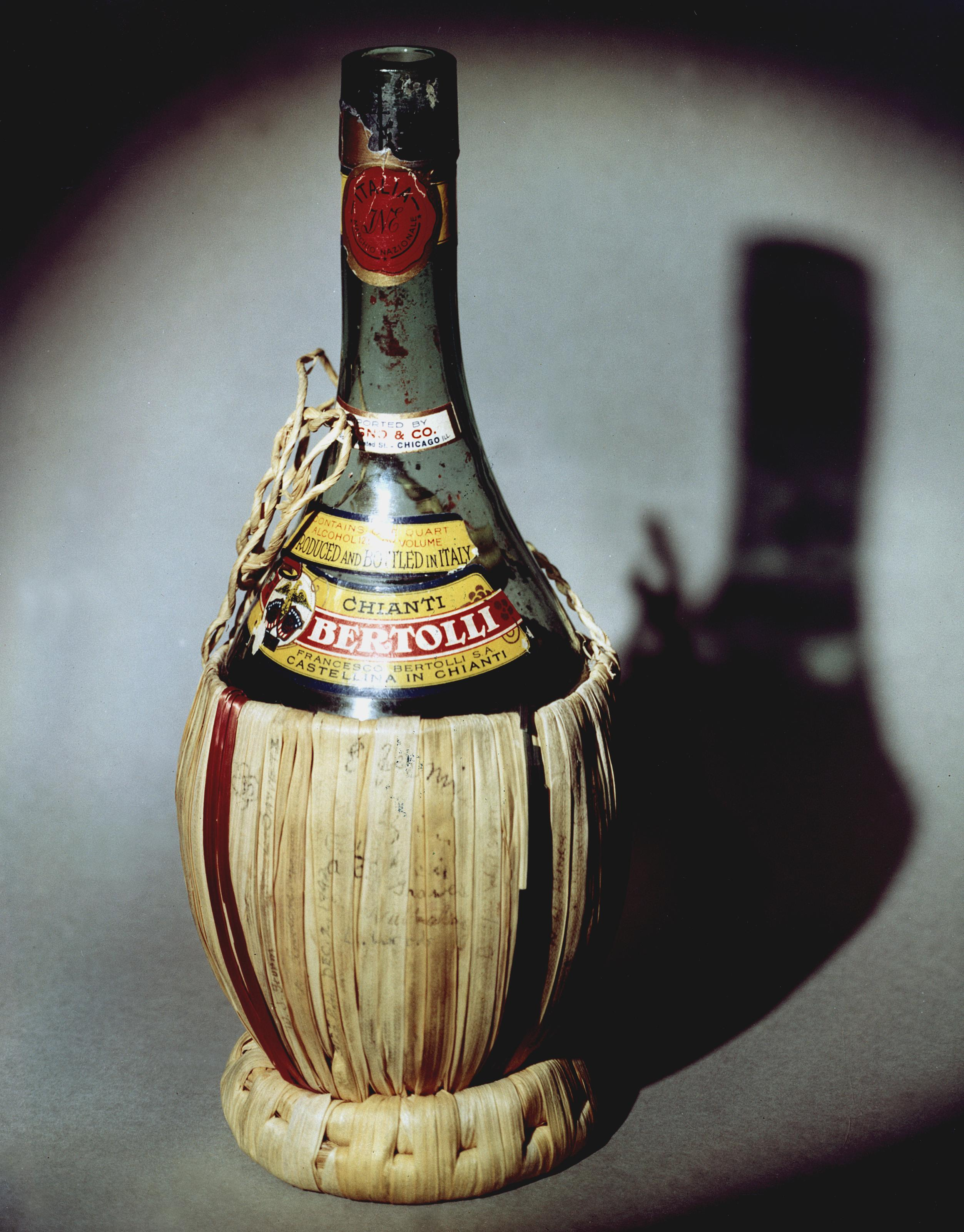
El fiasco de Chianti comprat per Wigner per ajudar a celebrar la primera reacció en cadena autosostenible i controlada. Va ser signat pels participants.

Wigner va quedar decebut perquè a DuPont se'ls encomanés el disseny detallat dels reactors, no només la construcció. Va amenaçar de dimitir el febrer de 1943, però el cap del Laboratori Metal·lúrgic, Arthur Compton, el va enviar de vacances. Com va resultar, una decisió de disseny de DuPont per donar al reactor tubs de càrrega addicionals per a més urani va salvar el projecte quan l'enverinament per neutrons es va convertir en un problema. Sense els tubs addicionals, el reactor podria haver estat en funcionament a un 35% de potència fins que les impureses de bor del grafit s'haguessin cremat i s'hagués produït prou plutoni per fer funcionar el reactor a plena potència; però això hauria endarrerit el projecte un any. Durant la Dècada del 1950, fins i tot treballaria per a DuPont al lloc del riu Savannah. Wigner no es va penedir de treballar en el Projecte Manhattan, i de vegades desitjava que la bomba atòmica estigués preparada un any abans.
Un descobriment important que va fer Wigner durant el projecte va ser l'efecte Wigner. Es tracta d'una inflació del moderador de grafit causada pel desplaçament dels àtoms per radiació de neutrons. L'efecte Wigner va ser un problema greu per als reactors del lloc de Hanford en la immediata postguerra, i va provocar retallades de producció i un reactor que es va tancar completament. Finalment, es va descobrir que es podia superar mitjançant la calefacció i el recuit controlats.
A través del finançament del projecte Manhattan, Wigner i Leonard Eisenbud també van desenvolupar un enfocament general important de les reaccions nuclears, la teoria de la matriu R de Wigner-Eisenbud, que es va publicar el 1947.

## Anys posteriors
Wigner va ser elegit membre de la American Philosophical Society el 1944 i de l'Acadèmia Nacional de Ciències dels Estats Units el 1945. Va acceptar una posició com a director d'investigació i desenvolupament del Clinton Laboratory (ara Oak Ridge National Laboratory) a Oak Ridge, Tennessee a principis de 1946. Com que no volia dedicar-se a tasques administratives, es va convertir en codirector del laboratori, amb James Lum encarregant-se de les tasques administratives com a director executiu. Quan la recentment creada Comissió d'Energia Atòmica (AEC) es va fer càrrec de les operacions del laboratori a principis de 1947, Wigner va temer que moltes de les decisions tècniques es prenguessin a Washington. També va veure la continuació de l'exèrcit de les polítiques de seguretat en temps de guerra al laboratori com un descuit entremès, interferint amb la investigació. Un d'aquests incidents va tenir lloc el març de 1947, quan l'AEC va descobrir que els científics de Wigner estaven duent a terme experiments amb una massa crítica d’urani-235 quan el director del Projecte Manhattan, el major general Leslie R. Groves, Jr., havia prohibit aquests experiments a l'agost. 1946 després de la mort de Louis Slotin al Laboratori de Los Alamos. Wigner va argumentar que l'ordre de Groves havia estat substituïda, però es va veure obligat a finalitzar els experiments, que eren completament diferents del que va matar a Slotin.
Sentint-se inadequat per a un paper directiu en aquest entorn, va abandonar Oak Ridge el 1947 i va tornar a la Universitat de Princeton, encara que va mantenir un paper de consultor a la instal·lació durant molts anys. En el període de postguerra, va servir en diversos organismes governamentals, inclòs el National Bureau of Standards de 1947 a 1951, el panel de matemàtiques del National Research Council de 1951 a 1954, el panel de física de la National Science Foundation i l'influent Comitè Assessor General de la Comissió d'Energia Atòmica de 1952 a 1957 i de nou de 1959 a 1964. També va contribuir a la defensa civil.
Wigner va ser elegit membre de l'Acadèmia Americana de les Arts i les Ciències el 1950.
Cap al final de la seva vida, els pensaments de Wigner es van tornar més filosòfics. El 1960, va publicar un article ja clàssic sobre la filosofia de les matemàtiques i de la física, que és l'obra més coneguda fora de les matemàtiques tècniques i la física, The Unreasonable Effectiveness of Mathematics in the Natural Sciences. Va argumentar que la biologia i la cognició podrien ser l'origen dels conceptes físics, tal com els percebem els humans, i que la feliç coincidència que les matemàtiques i la física estaven tan ben combinades semblava «irraonable» i difícil d'explicar. El seu article original ha provocat i inspirat moltes respostes en una àmplia gamma de disciplines. Aquests inclouen Richard Hamming en informàtica, Arthur Lesk en biologia molecular, Peter Norvig en mineria de dades, Max Tegmark en física, Ivor Grattan-Guinness en matemàtiques i Vela Velupillai en economia.
Passant a qüestions filosòfiques sobre la teoria de la mecànica quàntica, Wigner va desenvolupar un experiment mental (més tard anomenat paradoxa de l'amic de Wigner) per il·lustrar la seva convicció que la consciència és fonamental per al procés de mesura de la mecànica quàntica. Per tant, va seguir un enfocament ontològic que situa la consciència humana al centre: «Tot el que la mecànica quàntica pretén proporcionar són connexions de probabilitat entre impressions posteriors (també anomenades 'apercepcions') de la consciència».
Les mesures s'entenen com les interaccions que creen les impressions a la nostra consciència (i, com a resultat, modifiquen la funció d'ona del sistema físic mesurat), una idea que s'ha anomenat la interpretació de «la consciència provoca col·lapse».
Curiosament, Hugh Everett III (un estudiant de Wigner) va parlar de l'experiment mental de Wigner en la part introductòria de la seva tesi de 1957 com un «drama divertit, però extremadament hipotètic». En un primer esborrany de l'obra d'Everett, també es troba un dibuix de la situació de l'amic de Wigner, que s'ha de veure com la primera prova en paper de l'experiment mental que més tard es va assignar com a experiment de Wigner. Això suggereix que Everett almenys hauria d'haver discutit el problema juntament amb Wigner.
El novembre de 1963, Wigner va demanar l'assignació del 10% del pressupost de defensa nacional que es destinaria a refugis nuclears i recursos de supervivència, argumentant que aquesta despesa seria menys costosa que el desarmament. Wigner va considerar que la conclusió d'un estudi recent de Woods Hole que un atac nuclear mataria el 20% dels nord-americans era una projecció molt modesta i que el país podria recuperar-se de tal atac més ràpidament del que Alemanya s'havia recuperat de la devastació de la Segona Guerra Mundial.
Després de retirar-se de Princeton el 1971, Wigner va preparar la primera edició de Symmetries and Reflections, una col·lecció d'assajos filosòfics, i es va implicar més en reunions internacionals i polítiques; al voltant d'aquesta època es va convertir en un líder i defensor vocal de l'Església de la Unificació.
Mary va morir el novembre de 1977. El 1979, Wigner es va casar per tercera vegada, Eileen Clare-Patton (Pat) Hamilton, la vídua del físic Donald Ross Hamilton, el degà de l'escola de postgrau de la Universitat de Princeton, que havia mort el 1972. El 1992, a la Universitat de Princeton. A 90 anys, va publicar les seves memòries, The Recollections of Eugene P. Wigner amb Andrew Szanton.
Wigner hi diu: «El sentit complet de la vida, el sentit col·lectiu de tots els desitjos humans, és fonamentalment un misteri fora del nostre abast. Quan era jove, em molestava aquest estat de coses. Però ara ja hi he fet les paus. Fins i tot sento un cert honor d'estar associat a un misteri com aquest». En la col·lecció d'assaigs Philosophical Reflections and Syntheses de 1995, va comentar: «No era possible formular les lleis de la mecànica quàntica en una manera totalment coherent sense referència a la consciència».
Wigner va ser acreditat com a membre del consell assessor de la Western Goals Foundation, una agència privada d'intel·ligència nacional creada als EUA el 1979 per «omplir el buit crític causat per la paralització de l'FBI, la desactivació de les House Un-American Activities Committee i la destrucció d'expedients governamentals crucials».
Wigner va morir de pneumònia al University Medical Center de Princeton, Nova Jersey l'1 de gener de 1995. Li van sobreviure la seva dona Eileen (morta el 2010) i els seus fills Erika, David i Martha, i les seves germanes Bertha i Margit.

## Obres destacades
- Wigner, Eugene Paul. Gruppentheorie und ihre Anwendungen auf die Quantenmechanik der Atomspektren.  Braunschweig: Vieweg Verlag, 1931.
- Wigner, Eugene Paul; Weinberg, Alvin M. 'Physical Theory of Neutron Chain Reactors.  Chicago: University of Chicago Press, 1958. ISBN 0-226-88517-8.
- Wigner, Eugene Paul. Symmetries and Reflections: Scientific Essays.  Bloomington: Indiana University Press, 1970. ISBN 0-262-73021-9.
- Szanton, Andrew; Wigner, Eugene Paul. 'The Recollections of Eugene P. Wigner.  Boston: Springer, 1992. ISBN 0-306-44326-0.
- Wigner, Eugene Paul. Mehra, Jagdish. Philosophical Reflections and Syntheses.  Berlín: Springer-Verlag, 1995. ISBN 3-540-63372-3.